# 关新平
关新平，黑龙江齐齐哈尔人，燕山大学电气工程学院院长、教授，主要从事时滞系统的定性理论及应用等方面的研究工作。入选中华人民共和国教育部第七批"长江学者"特聘教授，国务院政府特殊津贴专家。